# バイアット (小惑星)
バイアット (22724 Byatt) は、小惑星帯に位置する小惑星である。ローウェル天文台の地球近傍小惑星サーベイ、Lowell Observatory Near-Earth Object Search (LONEOS) で発見された。
1990年にブッカー賞を受賞したイギリスの小説家、A・S・バイアットに因んで名付けられた。